# Right Turn
Right Turn – utwór amerykańskiego zespołu muzycznego Alice in Chains (nagrany pod szyldem Alice Mudgarden), opublikowany w 1992 na minialbumie Sap. Czas jego trwania wynosi 3 minuty i 17 sekund, co sprawia, że jest on najkrótszą kompozycją wchodzącą w skład wydawnictwa. Autorem tekstu i kompozytorem jest Jerry Cantrell. W utworze gościnnie wystąpili Chris Cornell z Soundgarden i Mark Arm z Mudhoney.
W późniejszym czasie „Right Turn” trafił na dwa albumy kompilacyjne Alice in Chains – Music Bank (1999) i The Essential Alice in Chains (2006). W 2001 został wykorzystany w filmie Helikopter w ogniu.

## Geneza
Pomysł do zaproszenia w charakterze gościnnego występu Chrisa Cornella i Marka Arma był ideą gitarzysty Alice in Chains, Jerry’ego Cantrella, który wspominał w rozmowie z „Guitar World”:

Gdy skończyliśmy cztery utwory na Sap [1992], siedząc w studiu pewnej nocy powiedziałem, że może ściągnęlibyśmy Ann [Wilson] z Heart do zaśpiewania w kilku piosenkach, i jak się uda to Chrisa oraz kogokolwiek innego kogo uda nam się znaleźć. Nie byłem pewien czy Chris będzie mógł, ponieważ miał on w tym czasie kilka innych rzeczy. Nie znałem dobrze Marka Arma, ale miałem jego numer od Layne’a [Staleya] […] Jego wokal w «Right Turn» przyprawił mnie o dreszcze – brzmiał jak głos śmierci. Dałem Chrisowi tekst, a Layne i Mark dodali od siebie kilka rzeczy.

W wywiadzie dla „Guitar School” przyznał: „Pracowanie nad tą piosenką było prawdziwą frajdą. Po napisaniu jej, nie byłem pewien czy coś z tego wyjdzie, ale miałem pomysł, żeby wokalnie numer wspomogli Chris Cornell z Soundgarden i Mark Arm z Mudhoney. Pojawili się więc, zaśpiewali swoje partie i wyszło to wspaniale. Kiedy Mark śpiewa ostatnią linijkę, numer wtedy zyskuje dodatkowy ciężar. No i Cornell rządzi – oni właściwie zrobili ten numer. Z naszych wszystkich utworów, to jeden z moich zdecydowanych faworytów”.
Frontman Mudhoney, Mark Arm, wspominał: „Byłem zaprzyjaźniony z chłopakami z Alice in Chains, choć nie znaliśmy się zbyt dobrze. Znałem trochę Layne’a. Nie spotkałem tych kolesi aż do momentu wydania albumu Facelift [1990] […] Pewnego dnia zadzwonił do mnie Jerry Cantrell i poprosił abym zaśpiewał na minialbumie Sap [w utworze «Right Turn»]. Byłem zdziwiony, coś w stylu: «dlaczego chcesz abym zaśpiewał?»”. 

## Historia nagrywania
Utwór pierwotnie zamieszczono na demie, jakie zespół przygotował na potrzeby ścieżki dźwiękowej do filmu Samotnicy (1992, reż. Cameron Crowe). Część nagrań – utrzymaną w odmiennej stylistyce brzmieniowej – muzycy postanowili zarejestrować ponownie. Sesja odbyła się pod koniec listopada 1991 w London Bridge Studio w Seattle w stanie Waszyngton, przy współpracy producenta Ricka Parashara i inżyniera dźwięku Jonathana Pluma. Utwór zarejestrowano pod szyldem Alice Mudgarden. Nazwę utworzono z kontaminacji Alice in Chains, Mudhoney i Soundgarden. W książeczce dołączonej do retrospekcyjnego box setu Music Bank (1999) Cantrell przyznawał, że „to była dla mnie wyjątkowa piosenka. Zresztą cała EP-ka jest wyjątkowa. W tej piosence, prócz nas, wystąpiło jeszcze dwóch facetów, których bardzo szanuję i podziwiam, Chris Cornell oraz Mark Arm. Nigdy więcej nie udało nam się nagrać piosenki w takim składzie, więc to czyni ją jeszcze bardziej wyjątkową”.
Dave Hillis, asystent inżyniera dźwięku, wspominał, że Arm był zdenerwowany podczas nagrań. „Rozmawialiśmy w holu, miał ze sobą sześciopak piwa i zaczął pić jedno z nich. Spytałem czemu jest taki zdenerwowany. Uważał, że jego głos nie będzie pasował do ogólnego klimatu utworu […] Byłem ciekaw jak na tę sytuację zareaguje Rick, który nie miał doświadczenia z muzyką Mudhoney i stylem Marka. Pamiętam, że gdy śpiewał, Rick spojrzał na mnie i powiedział: «to jest świetne»”. W przeciwieństwie do niepewnego Arma, sytuacja z Cornellem była odwrotna. Pierwotnie chciał on zaśpiewać w swoim charakterystycznym, energicznym stylu, lecz producent przekonywał go do bardziej powściągliwego występu.

## Analiza

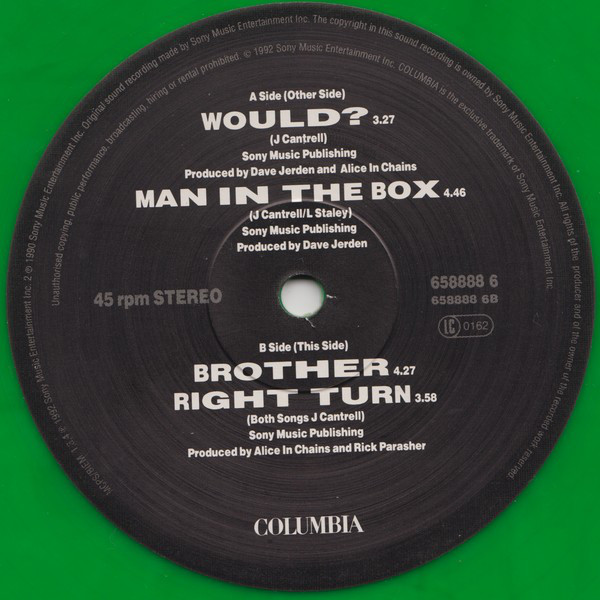
„Right Turn” został zamieszczony na rozszerzonej edycji singla „Would?” (1993)

Autorem tekstu jest Jerry Cantrell. Cechą charakteryzującą „Right Turn” jest akustyczne brzmienie z wiodącą grą gitary klasycznej, wolne tempo oraz brak partii perkusji i instrumentów elektrycznych. Sean Kinney gra na tamburynie. Jako pierwszy swoją partię wokalną wykonuje Cantrell, a następnie Cornell, który śpiewa zwrotkę i refren. W następnej kolejności śpiewa Staley (podobnie jak Cornell, wykonuje zwrotkę i refren). Ostatni partie wokalu wykonuje Arm.

## Wydanie
„Right Turn” został wydany na minialbumie Sap 4 lutego 1992. Znalazł się on również na stronie B rozszerzonych edycjach singla (wersja CD o nr kat. 658888 2 i 12”-calowego winyla o nr kat. 658888 6) „Would?” (1993), opublikowanego w Europie i w Wielkiej Brytanii. W 2001 utwór został wykorzystany w filmie Helikopter w ogniu (reż. Ridley Scott).
W późniejszym czasie „Right Turn” wszedł w skład materiału zawartego na dwóch albumach kompilacyjnych – Music Bank (1999) i The Essential Alice in Chains (2006).

## Odbiór

### Krytyczny
Don Kyle z brytyjskiego „Kerrang!” pisał: „«Right Turn» jest jak super kofeinowy wstrząs po EP-ce na której przeważa stłumione uczucie”. Daina Darzin z tego samego czasopisma wyrażała mieszaną opinię, przyznając, że „jest to tylko kolejny powolny utwór Alice z wieloma wokalistami”. Greg Prato – autor książek Grunge Is Dead: The Oral History of Seattle Rock Music (2009) oraz Dark Black and Blue: The Soundgarden Story (2019) – wymienił „Right Turn” jako najlepszy utwór zawarty na minialbumie, dodając, że każdy z muzyków wniósł do niego „swój własny, unikalny «smak»”. Z kolei Kristina Estlund z magazynu „Rock Beat” wyróżniała „mocny tekst połączony z poważnym nisko-buczącym wokalem Layne’a i potężną instrumentalną partią Cornella”.

## Utwór na koncertach
„Right Turn” został po raz pierwszy wykonany na żywo przez Alice in Chains 13 sierpnia 2011, w trakcie akustycznego koncertu w WinStar World Casino w Thackerville w stanie Oklahoma.

## Personel

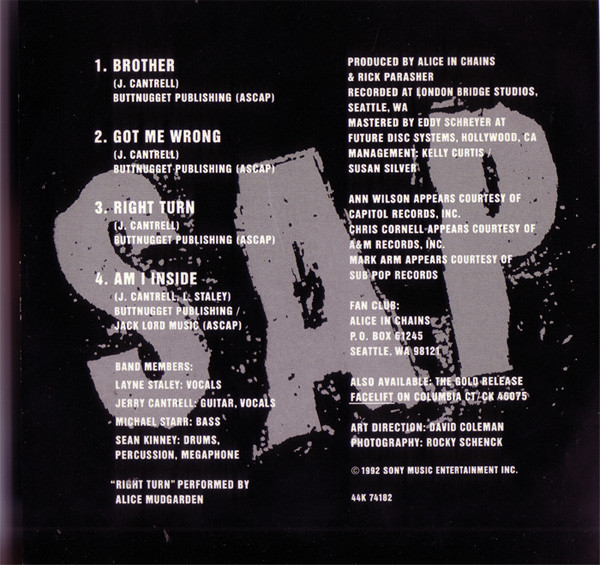
Tylna strona okładki minialbumu Sap (1992), wymieniająca „Right Turn” nagrany pod szyldem Alice Mudgarden

Opracowano na podstawie materiału źródłowego:
Alice Mudgarden
- Layne Staley – śpiew
- Jerry Cantrell – śpiew, gitara klasyczna
- Mike Starr – gitara basowa
- Sean Kinney – tamburyn
- Chris Cornell – śpiew
- Mark Arm – śpiew

Produkcja
- Producent muzyczny: Rick Parashar
- Inżynier dźwięku: Jonathan Plum
- Mastering: Eddy Schreyer w Future Disc Systems Studio, Hollywood